# Diskografie Jess Glynne
Toto je seznam vydané diskografie anglické zpěvačky Jess Glynne.

## Alba

### Studiová alba
| Název                                                                                   | Detaily o albu                                     | Umístění v hitparádách | Umístění v hitparádách | Umístění v hitparádách | Umístění v hitparádách | Umístění v hitparádách | Umístění v hitparádách | Umístění v hitparádách | Umístění v hitparádách | Umístění v hitparádách | Umístění v hitparádách | Certifikace                                  |
| Název                                                                                   | Detaily o albu                                     | UK                     | AUS                    | AUT                    | GER                    | IRE                    | ITA                    | NL                     | NZ                     | SWI                    | US                     | Certifikace                                  |
| --------------------------------------------------------------------------------------- | -------------------------------------------------- | ---------------------- | ---------------------- | ---------------------- | ---------------------- | ---------------------- | ---------------------- | ---------------------- | ---------------------- | ---------------------- | ---------------------- | -------------------------------------------- |
| I Cry When I Laugh                                                                      | - Vydáno: 21. srpna 2015 - Vydavatelství: Atlantic | 1                      | 7                      | 46                     | 27                     | 3                      | 10                     | 6                      | 36                     | 12                     | 25                     | - BPI: 5× Platinum - FIMI: Gold - RIAA: Gold |
| Always In Between                                                                       | - Vydáno: 12. října 2018 - Vydavatelství: Atlantic | 1                      | 18                     | 58                     | 33                     | 4                      | 31                     | 40                     | 16                     | 32                     | 109                    | - BPI: Platinum                              |
| Jess                                                                                    | - Vydáno: 26. dubna 2024 - Vydavatelství: EMI      | 6                      | —                      | —                      | —                      | —                      | —                      | —                      | —                      | —                      | —                      |                                              |
| "—" značí, že se nahrávka neumístila v hitparádách nebo v tomto území ani nebyla vydána |                                                    |                        |                        |                        |                        |                        |                        |                        |                        |                        |                        |                                              |

## Singly

### Jako hlavní umělkyně
| Název                                                                                   | Rok  | Umístění v hitparádách | Umístění v hitparádách | Umístění v hitparádách | Umístění v hitparádách | Umístění v hitparádách | Umístění v hitparádách | Umístění v hitparádách | Umístění v hitparádách | Umístění v hitparádách | Umístění v hitparádách | Certifikace                                                                           | Album              |
| Název                                                                                   | Rok  | UK                     | AUS                    | AUT                    | GER                    | IRE                    | ITA                    | NL                     | NZ                     | SWI                    | US                     | Certifikace                                                                           | Album              |
| --------------------------------------------------------------------------------------- | ---- | ---------------------- | ---------------------- | ---------------------- | ---------------------- | ---------------------- | ---------------------- | ---------------------- | ---------------------- | ---------------------- | ---------------------- | ------------------------------------------------------------------------------------- | ------------------ |
| "Right Here"                                                                            | 2014 | 6                      | 67                     | —                      | 25                     | 57                     | —                      | —                      | —                      | 23                     | —                      | - BPI: Platinum                                                                       | I Cry When I Laugh |
| "Real Love" (s Clean Bandit)                                                            | 2014 | 2                      | 13                     | 22                     | 2                      | 26                     | 53                     | —                      | 35                     | 37                     | —                      | - BPI: Platinum - ARIA: Platinum - FIMI: Gold                                         | I Cry When I Laugh |
| "Hold My Hand"                                                                          | 2015 | 1                      | 16                     | 27                     | 19                     | 7                      | 13                     | 15                     | —                      | 20                     | 86                     | - BPI: 3× Platinum - ARIA: Platinum - BVMI: Gold - FIMI: 2× Platinum - RIAA: Platinum | I Cry When I Laugh |
| "Don't Be So Hard on Yourself"                                                          | 2015 | 1                      | 10                     | 65                     | 46                     | 13                     | 47                     | —                      | —                      | —                      | —                      | - BPI: 3× Platinum - ARIA: Platinum - FIMI: Platinum - RMNZ: Gold                     | I Cry When I Laugh |
| "Take Me Home"                                                                          | 2015 | 6                      | 98                     | —                      | 66                     | 10                     | 5                      | 100                    | —                      | 52                     | —                      | - BPI: 2× Platinum - FIMI: 3× Platinum                                                | I Cry When I Laugh |
| "Ain't Got Far to Go"                                                                   | 2016 | 45                     | —                      | —                      | —                      | —                      | —                      | —                      | —                      | —                      | —                      | - BPI: Silver                                                                         | I Cry When I Laugh |
| "I'll Be There"                                                                         | 2018 | 1                      | 23                     | —                      | 92                     | 8                      | —                      | —                      | 28                     | 66                     | —                      | - BPI: 3× Platinum - ARIA: 3× Platinum - RMNZ: Gold - FIMI: Gold                      | Always In Between  |
| "All I Am"                                                                              | 2018 | 7                      | 92                     | —                      | —                      | 10                     | 78                     | 60                     | —                      | —                      | —                      | - BPI: Platinum - ARIA: Platinum - FIMI: Gold                                         | Always In Between  |
| "Thursday"                                                                              | 2018 | 3                      | —                      | —                      | —                      | 9                      | —                      | —                      | —                      | —                      | —                      | - BPI: 2× Platinum                                                                    | Always In Between  |
| "One Touch" (s Jax Jones)                                                               | 2019 | 19                     | —                      | —                      | —                      | 28                     | —                      | —                      | —                      | 88                     | —                      | - BPI: Platinum                                                                       | Always In Between  |
| "This Christmas"                                                                        | 2020 | 3                      | —                      | —                      | —                      | —                      | 72                     | —                      | —                      | —                      | —                      | - BPI: Silver                                                                         | Singl bez alb      |
| "Silly Me"                                                                              | 2023 | —                      | —                      | —                      | —                      | —                      | —                      | —                      | —                      | —                      | —                      |                                                                                       | Jess               |
| "What Do You Do?"                                                                       | 2023 | —                      | —                      | —                      | —                      | —                      | —                      | —                      | —                      | —                      | —                      |                                                                                       | Jess               |
| "Friend of Mine"                                                                        | 2023 | 87                     | —                      | —                      | —                      | —                      | —                      | —                      | —                      | —                      | —                      |                                                                                       | Jess               |
| "Enough"                                                                                | 2024 | —                      | —                      | —                      | —                      | —                      | —                      | —                      | —                      | —                      | —                      |                                                                                       | Jess               |
| "Easy"                                                                                  | 2024 | —                      | —                      | —                      | —                      | —                      | —                      | —                      | —                      | —                      | —                      |                                                                                       | Jess               |
| "Summer's Back" (s Alok)                                                                | 2024 | —                      | —                      | —                      | —                      | —                      | —                      | —                      | —                      | —                      | —                      |                                                                                       | Singl bez alb      |
| "—" značí, že se nahrávka neumístila v hitparádách nebo v tomto území ani nebyla vydána |      |                        |                        |                        |                        |                        |                        |                        |                        |                        |                        |                                                                                       |                    |

### Jako vedlejší umělkyně
| Název                                                                                   | Rok  | Umístění v hitparádách | Umístění v hitparádách | Umístění v hitparádách | Umístění v hitparádách | Umístění v hitparádách | Umístění v hitparádách | Umístění v hitparádách | Umístění v hitparádách | Umístění v hitparádách | Umístění v hitparádách | Certifikace | Album                                        |
| Název                                                                                   | Rok  | UK                     | AUS                    | AUT                    | GER                    | IRE                    | ITA                    | NL                     | NZ                     | SWI                    | US                     | Certifikace | Album                                        |
| --------------------------------------------------------------------------------------- | ---- | ---------------------- | ---------------------- | ---------------------- | ---------------------- | ---------------------- | ---------------------- | ---------------------- | ---------------------- | ---------------------- | ---------------------- | --- | -------------------------------------------- |
| "Rather Be" (Clean Bandit feat. Jess Glynne)                                            | 2014 | 1                      | 2                      | 1                      | 1                      | 1                      | 2                      | 1                      | 2                      | 2                      | 10                     | - BPI: 5× Platinum - ARIA: 6× Platinum - BEA: Platinum - BVMI: 3× Gold - FIMI: 4× Platinum - RMNZ: Platinum - IFPI AUT: Gold - IFPI SWI: Platinum - RIAA: 4× Platinum | New Eyes                                     |
| "My Love" (Route 94 feat. Jess Glynne)                                                  | 2014 | 1                      | 18                     | 11                     | 6                      | 12                     | —                      | 9                      | 38                     | 21                     | —                      | - BPI: 3× Platinum - ARIA: Platinum - BVMI: Platinum - FIMI: Gold | Singl bez alb                                |
| "Not Letting Go" (Tinie Tempah feat. Jess Glynne)                                       | 2015 | 1                      | 24                     | —                      | —                      | 8                      | 41                     | 98                     | 31                     | —                      | —                      | - BPI: Platinum - ARIA: Gold - FIMI: Platinum | Youth a I Cry When I Laugh (Deluxe)          |
| "Kill the Lights" (Alex Newell, DJ Cassidy a Jess Glynne feat. Nile Rodgers)            | 2016 | —                      | —                      | —                      | —                      | —                      | —                      | —                      | —                      | —                      | —                      | | Singly bez alb                               |
| "I Can Feel It" (DJ Serge Wood feat. Jess Glynne)                                       | 2016 | —                      | —                      | —                      | —                      | —                      | —                      | —                      | —                      | —                      | —                      | | Singly bez alb                               |
| "These Days" (Rudimental feat. Jess Glynne, Macklemore a Dan Caplen)                    | 2018 | 1                      | 2                      | 1                      | 3                      | 2                      | 4                      | 10                     | 4                      | 2                      | —                      | - BPI: 4× Platinum - ARIA: 5× Platinum - BVMI: Platinum - FIMI: 3× Platinum - IFPI AUT: Platinum - RMNZ: Platinum - RIAA: Platinum                                    | Toast to Our Differences a Always In Between |
| "Mind on It" (Yungen feat. Jess Glynne)                                                 | 2018 | 47                     | —                      | —                      | —                      | —                      | —                      | —                      | —                      | —                      | —                      | | Singl bez alb                                |
| "So Real (Warriors)" (Too Many Zooz a KDA feat. Jess Glynne)                            | 2018 | —                      | —                      | —                      | —                      | —                      | —                      | —                      | —                      | —                      | —                      | | Always In Between                            |
| "Times Like These" (jako Live Lounge Allstars)                                          | 2020 | 1                      | —                      | —                      | —                      | 64                     | —                      | —                      | —                      | —                      | —                      | | Singly bez alb                               |
| "Stop Crying Your Heart Out" (jako BBC Radio 2's Allstars)                              | 2020 | 7                      | —                      | —                      | —                      | —                      | —                      | —                      | —                      | —                      | —                      | | Singly bez alb                               |
| "Lie for You" (Snakehips feat. Jess Glynne, Davido a A Boogie wit da Hoodie)            | 2020 | —                      | —                      | —                      | —                      | —                      | —                      | —                      | —                      | —                      | —                      | | Singly bez alb                               |
| "—" značí, že se nahrávka neumístila v hitparádách nebo v tomto území ani nebyla vydána |      |                        |                        |                        |                        |                        |                        |                        |                        |                        |                        | |                                              |

### Promo singly
| "If I Can't Have You"                                                                   | 2016 | —  | 104 | —  | Saturday Night Fever: The Musical |
| "123"                                                                                   | 2018 | —  | —   | 33 | Always In Between                 |
| "No One"                                                                                | 2019 | 88 | —   | —  | Always In Between                 |
| "—" značí, že se nahrávka neumístila v hitparádách nebo v tomto území ani nebyla vydána |      |    |     |    |                                   |

## Další umístěné písně
| "Why Me"                                                                                | 2015 | 68  | —  | I Cry When I Laugh |
| "Gave Me Something"                                                                     | 2015 | 172 | —  | I Cry When I Laugh |
| "Broken"                                                                                | 2018 | —   | 28 | Always In Between  |
| "Come Alive" (s Years & Years)                                                          | 2018 | 80  | —  | Největší showman   |
| "—" značí, že se nahrávka neumístila v hitparádách nebo v tomto území ani nebyla vydána |      |     |    |                    |

## Spolu umělkyně
| Název                      | Rok  | Další umělec               | Album                    |
| -------------------------- | ---- | -------------------------- | ------------------------ |
| "She Knows How to Love Me" | 2018 | David Guetta, Stefflon Don | 7                        |
| "Come Alive"               | 2018 | Years & Years              | Největší showman         |
| "Dark Clouds"              | 2019 | Rudimental, Chronixx       | Toast to Our Differences |
| "Love Me Again" (Remix)    | 2019 | Raye                       | Remix bez alb            |

## Videoklipy
| Název                          | Rok                  | Režisér                        | Další umělec                              |
| Jako hlavní umělkyně           | Jako hlavní umělkyně | Jako hlavní umělkyně           | Jako hlavní umělkyně                      |
| ------------------------------ | -------------------- | ------------------------------ | ----------------------------------------- |
| "Home"                         | 2014                 | Jo'lene Henry                  | žádné                                     |
| "Right Here"                   | 2014                 | Ildikó Buckley a Jane Palmer   | žádné                                     |
| "Real Love"                    | 2014                 | Jack Patterson                 | Clean Bandit                              |
| "Hold My Hand"                 | 2015                 | Emil Nava                      | žádné                                     |
| "Don't Be So Hard On Yourself" | 2015                 | Declan Whitebloom              | žádné                                     |
| "Why Me"                       | 2015                 | Jo'lene Henry                  | žádné                                     |
| "Take Me Home"                 | 2015                 | Declan Whitebloom              | žádné                                     |
| "Ain't Got Far to Go"          | 2016                 | Declan Whitebloom              | žádné                                     |
| "If I Can't Have You"          | 2016                 | Stéphane Jarny                 | žádné                                     |
| "I'll Be There"                | 2018                 | Adriaan Louw                   | žádné                                     |
| "All I Am"                     | 2018                 | Declan Whitebloom              | žádné                                     |
| "Thursday"                     | 2018                 | Joe Connor                     | žádné                                     |
| "No One"                       | 2019                 | Declan Whitebloom              | žádné                                     |
| "One Touch"                    | 2019                 | Declan Whitebloom              | Jax Jones                                 |
| "Lie for You"                  | 2020                 | Nicholas Lam                   | Snakehips, Davido, A Boogie wit da Hoodie |
| "This Christmas"               | 2020                 | Olivia Rose                    | žádné                                     |
| Jako vedlejší umělkyně         |                      |                                |                                           |
| Název                          | Rok                  | Režisér                        | Hlavní umělec                             |
| "Rather Be"                    | 2013                 | Jack Patterson                 | Clean Bandit                              |
| "My Love"                      | 2014                 | Ryan Staake                    | Route 94                                  |
| "Not Letting Go"               | 2015                 | Charlie Robins a Joe Alexander | Tinie Tempah                              |
| "These Days"                   | 2018                 | Johnny Valencia                | Rudimental, Macklemore, Dan Caplen        |
| "Mind on It"                   | 2018                 | Oliver Jennings                | Yungen                                    |